# Sándor Popovics (Fußballspieler)
Sándor Popovics (* 22. Juni 1939 in Keszthely; † 1. Juli 2019 in Roosendaal) war ein ungarisch-niederländischer Fußballspieler und -trainer.

## Sportlicher Werdegang
Popovics begann seine Karriere bei Újpesti Dózsa, wo er Ende der 1950er Jahre im Erwachsenenbereich debütierte. In der Spielzeit 1959/60 gewann er mit der Mannschaft den nationalen Meistertitel. Er flüchtete 1960 während eines Spiels im Ausland und schloss sich anschließend dem FC Zürich an. 1962 kam er zum seinerzeitigen Süd-Oberligisten SpVgg Fürth, für den er in der Spielzeit 1962/63 zehn Erstligaspiele bestritt. Am Saisonende verpasste er mit dem Klub die Qualifikation für die Bundesliga und wechselte zu Sparta Rotterdam, ehe er ab 1964 für den FC Zaanstreek auflief.
Nach dem Ende der aktiven Laufbahn trainierte Popovics verschiedene Klubs im niederländischen Fußball. Über die Amateurklubs Quick Den Haag, MVV 27, RFC Rotterdam, Overmaas Rotterdam, GVV Unitas, Xerxex/DHC'66 und BVV Barendrecht kam er 1980 in die Eerste Divisie, wo er den Trainerposten beim SVV Schiedam übernahm. 1981 wurde er Cheftrainer des belgischen Klubs KSV Waregem, dort wurde er aber 1983 durch Urbain Haesaert ersetzt. Anschließend kehrte er in den niederländischen Fußball zurück, als er von De Graafschap unter Vertrag genommen wurde. Später trainierte er NEC Nijmegen, den SC Cambuur, Excelsior Rotterdam und den FC Eindhoven. Im Frühjahr 1994 kehrte er als Trainer von MTK Budapest nach Ungarn zurück, konnte den im Abstiegskampf befindlichen Klub am Ende der Spielzeit 1993/94 aber nicht vor dem Gang in die Zweitklassigkeit retten. Zeitweise im Management bei ADO Den Haag tätig, kehrte er später als Assistent von Henk ten Cate zu MTK Budapest zurück. Ab Februar 2002 war er im Scouting bei NAC Breda tätig, zeitweise war er gegen Ende der Spielzeit 2002/03 parallel erneut als Interimstrainer bei MTK Budapest tätig. 2010 war er kurzzeitig für RBC Roosendaal als Trainer tätig, überwarf sich aber nach wenigen Tagen mit der Vereinsführung.
1970 wurde Popovics in den Niederlanden naturalisiert. Er war Schwiegervater des ungarischen Fußballspielers Gábor Babos, der ebenfalls in den Niederlanden als Spieler und Trainer tätig war. Popovics litt an der Alzheimer-Krankheit als er kurz nach seinem 80. Geburtstag verstarb.